# Spiska Szczerbina
Spiska Szczerbina (słow. Spišská štrbina) – wybitna przełęcz znajdująca się w południowo-wschodnim ramieniu Spiskiej Grzędy opadającym w kierunku Juhaskiej Przełączki, w długiej południowo-wschodniej grani Wyżniego Baraniego Zwornika w słowackiej części Tatr Wysokich. Spiska Szczerbina oddziela niższy (południowo-wschodni) wierzchołek Spiskiej Grzędy od Spiskiej Igły. Na siodło Spiskiej Szczerbiny nie prowadzą żadne znakowane szlaki turystyczne, dla taterników najdogodniej dostępna jest od strony Doliny Pięciu Stawów Spiskich.

## Historia
Pierwsze wejścia turystyczne:
- Ernő Halász, Károly Jordán, Sándor Nikolics i towarzysze oraz przewodnicy: Johann Breuer junior i Paul Spitzkopf junior, 15 sierpnia 1904 r. – letnie,
- Radovan Kuchař i Jiří Šimon, 26 grudnia 1953 r. – zimowe.

## Bibliografia

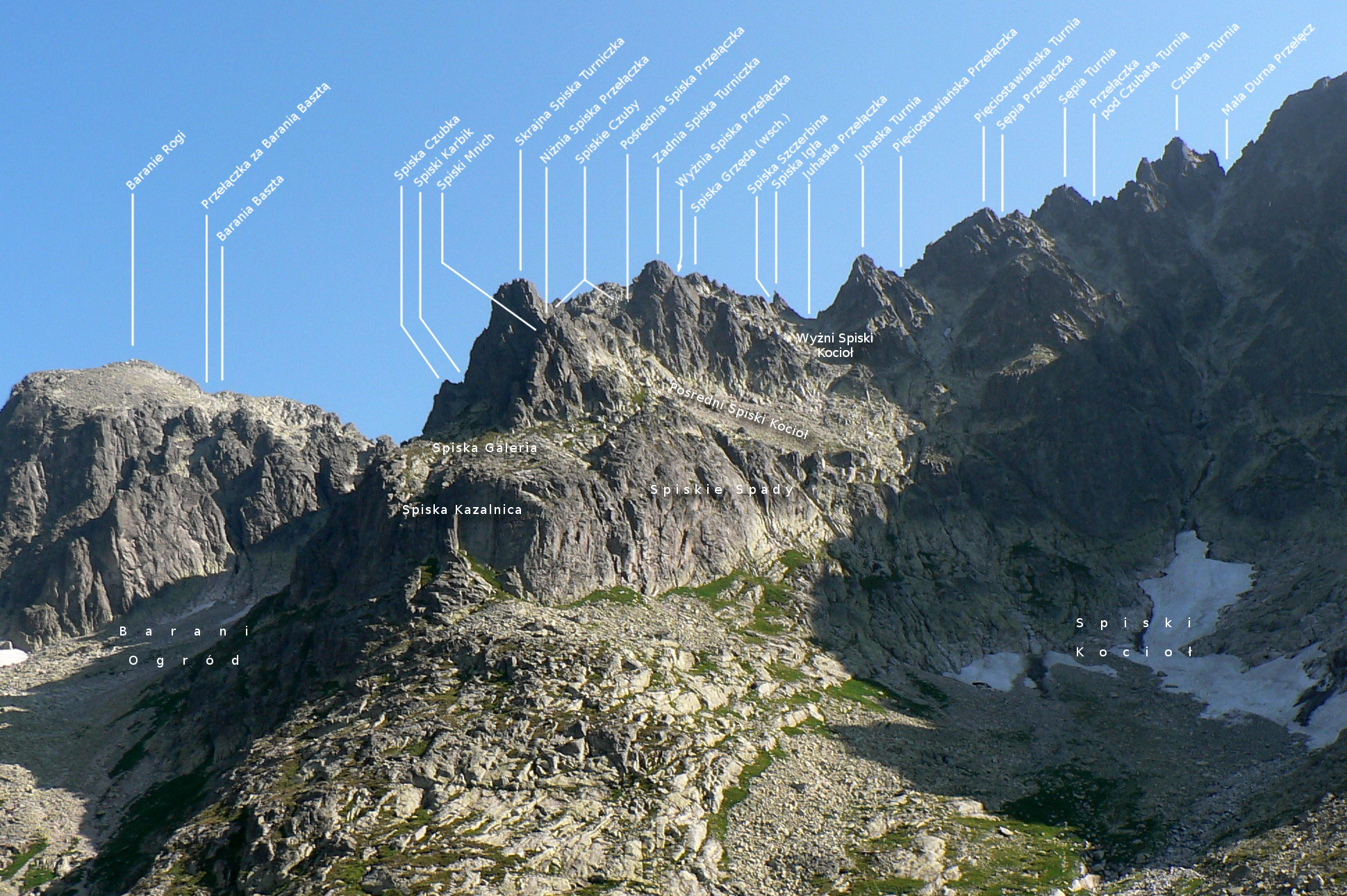
Spiska Szczerbina wśród podpisanych obiektów